# ألكسندر الأول ملك يوغسلافيا
الكسندر الأول ملك يوغسلافيا (بالصربية: Александар I Карађорђевић)‏ (مواليد 16 ديسمبر 1888 - الوفاة 9 أكتوبر 1934) ، والمعروف أيضًا باسم ألكساندر الموحّد، عمل كوصي أمير مملكة صربيا منذ عام 1914 وأصبح لاحقًا ملكًا ليوغسلافيا منذ عام 1921 حتى عام 1934 (قبل عام 1929 كانت الدولة تعرف بمملكة الصرب والكروات والسلوفينيين). اغتيل في مرسيليا، فرنسا، من قبل البلغاري الثوري فلادو تشيرنوزميسكي خلال زيارة رسمية.
والده بيتر الأول (Peter I)، الذي توفي على رأس مملكة الصرب والكروات والسلوفينيين، والتي ظهرت عقب نهاية الحرب العالمية.

## حياة مبكرة
ولد ألكسندر كاراكوريفيتش في 16 ديسمبر 1888 في إمارة مونتينيغرو كالطفل الرابع (الابن الثاني) لـ بيتر كاراجوروفيتش (نجل الأمير ألكسندر صربيا الذي اضطر قبل ثلاثين عامًا في عام 1858 إلى التنازل عن السلطة والاستسلام في صربيا إلى المنافس بيت أوفرينوفيتش والأميرة زوركا من مونتينيغرو (الأكبر ابنة الأمير نيكولاس من الجبل الأسود). على الرغم من التمتع بالدعم من الإمبراطورية الروسية ، في وقت ميلاد ألكسندر وطفولته المبكرة، كان بيت كاراكوردفيتش في المنفى السياسي، مع أفراد الأسرة المختلفة المنتشرة في جميع أنحاء أوروبا، غير قادر على العودة إلى صربيا، والتي تحولت في الآونة الأخيرة من إمارة إلى مملكة [مملكة صربيا] تحت قيادة Obrenovićes ، الذين حكموا بدعم قوي من النمسا-المجر. كان التناقض بين البيوت الملكيتين المتنافستين شديدًا بعد اغتيال الأمير ميهايلو أوبرنوفيتش في عام 1868 (كان يُشتبه في مشاركة كارايورفيتيس) ، لجأ أوبرينوفيتش إلى إجراء تغييرات دستورية، وأعلن على وجه التحديد يُحظر على كاراكوفيتش دخول صربيا وتجريدهم من حقوقهم المدنية.
كان ألكسندر اثنين عندما توفيت والدته الأميرة زوركا في عام 1890 من مضاعفات أثناء ولادة أخيه الأصغر أندريا، الذي توفي أيضا بعد 23 يوما.

## روابط خارجية
- ألكسندر الأول ملك يوغسلافيا على موقع الموسوعة البريطانية (الإنجليزية)